# Marie von Deschwanden
Pour les articles homonymes, voir Deschwanden.
Marie von Deschwanden, née le 27 juillet 1830 à Stans en Suisse et morte le 18 janvier 1890 dans la même commune, est une institutrice, bienfaitrice, fondatrice d'une école secondaire, pionnière de la scolarisation des jeunes filles à Nidwald.  
Elle réalise sa vocation d'institutrice dans des institutions fondées et financées en partie par sa famille.  

## Biographie

### Origines, famille et enfance
Marie von Deschwanden naît le 27 juillet 1830 à Stans, dans le canton de Nidwald. Elle est originaire de Kerns, dans le canton d'Obwald.
Elle est la fille aînée de Melchior von Deschwanden, un éminent politicien libéral, cofondateur de l'école secondaire de jeunes gens à Stans et de la Caisse d'épargne de Nidwald, la première banque du canton, et de sa première épouse, née Katharina Keiser, de Zoug. Le peintre Melchior Paul von Deschwanden est un cousin paternel.
La famille von Deschwanden, à l'origine de diverses initiatives en matière de politique économique et d’éducation, possède à Stans un magasin de denrées coloniales ainsi qu’un atelier de production de bougies et de savon. Elle y travaille avec ses frères et sœurs.

### Études et parcours professionnel

#### Études et enseignement
Dès 1846, Marie von Deschwanden fréquente le pensionnat de jeunes filles de Villingen, dans le grand-duché de Bade. Elle intègre ensuite la congrégation des sœurs enseignantes de la Sainte-Croix de Menzingen. Après avoir enseigné dans les cantons de Schwytz, Saint-Gall et Zoug, elle quitte la congrégation en raison de troubles dépressifs.
De 1859 à 1863, elle enseigne à l'institut pour jeunes filles pauvres de Wolfenschiessen, fondé par ses tantes Louise et Josefa von Deschwanden. Elle y donne également des cours gratuits à l'école ménagère pour jeunes filles.
En 1863, après le transfert de l'institut à Kerns, elle poursuit son travail d'institutrice, mais doit arrêter en 1868 pour des raisons de santé. De retour dans la maison familiale, elle donne des cours particuliers à des jeunes filles.

#### Cofondatrice et directrice de la première école secondaire pour jeunes filles de Stans
En octobre 1871, elle fonde avec son père la première école secondaire pour filles de Stans. Elle la dirige et y travaille gratuitement comme maîtresse jusqu'à sa retraite en avril 1885. Avant cela, les filles de Nidwald n'avaient accès qu'à des écoles ménagères. L'établissement accueille 170 élèves de presque toutes les communes du canton,. À sa retraite, elle fait don de l'intégralité de son salaire d'institutrice accumulé pendant quasiment quatorze ans au fonds de l'école secondaire pour jeunes filles de Stans, garantissant ainsi la pérennité de l'établissement.

### Autres activités
De 1871 à 1877, Marie von Deschwanden publie des poèmes à caractère religieux dans divers journaux et revues.
Durant les cinq dernières années de sa vie, elle prend soin de ses proches et réalise à la main des parements artistiquement ouvragés pour des églises et chapelles.

### Vie privée
Marie von Deschwanden reste célibataire et sans enfants. 
Dans le contexte du catholicisme conservateur du XIXe siècle, elle trouve dans l'engagement caritatif une voie pour obtenir une reconnaissance sociale malgré les limitations imposées aux femmes célibataires en dehors du foyer. 

### Mort et enterrement
Marie von Deschwanden meurt le 18 janvier 1890 à Stans, à l'âge de 59 ans.
Elle est enterrée deux jours plus tard à Stans.

### Fonds d'archives
- Deschwanden-Chronik, vol. 2, vers 1900, pp. 190-204 (Staatsarchiv des Kantons Nidwalden, Stans, Familienarchiv Deschwanden).